# Supercupen 2013
La Supercupen 2013 fu la 7ª edizione della Supercupen, annuale incontro tra la vincitrice della Allsvenskan e la vincitrice della Svenska Cupen. La partita si disputò allo Swedbank Stadion di Malmö, in data 10 novembre 2013, e a contendersi il trofeo furono IFK Göteborg e Malmö. Fu la seconda apparizione del Malmö nella Supercupen, mentre si trattò della quarta per lo IFK Göteborg. Il Malmö si impose con il punteggio di 3-2, grazie al decisivo gol al 90' di Guillermo Molins.

## Tabellino
| Arbitro: | Ekberg (Lund) |

|                              |           |                      |
| Forsberg 42’, 48’ Molins 90’ | Marcatori | 45’ Haglund 55’ Vibe |

| Malmö FF | IFK Göteborg |

### Formazioni
| MALMÖ FF:       |    |                      |
|                 |    |                      |
| P               | 27 | Johan Dahlin         |
| TD              | 3  | Miiko Albornoz       |
| DC              | 5  | Pontus Jansson       |
| DC              | 21 | Erik Johansson       |
| TS              | 20 | Ricardinho           |
| CD              | 10 | Jiloan Hamad (c) 89’ |
| CC              | 11 | Simon Thern 86’      |
| CC              | 6  | Markus Halsti        |
| CS              | 33 | Emil Forsberg 75’    |
| ATT             | 24 | Guillermo Molins     |
| ATT             | 7  | Magnus Eriksson      |
| A disposizione: |    |                      |
| DIF             | 2  | Matias Concha        |
| CEN             | 8  | Erik Friberg 75’     |
| ATT             | 9  | Dardan Rexhepi       |
| CEN             | 14 | Simon Kroon 86’      |
| DIF             | 18 | Johan Hammar         |
| P               | 25 | Robin Olsen          |
| ATT             | 35 | Paweł Cibicki        |
| Allenatore:     |    |                      |
| Rikard Norling  |    |                      |

| IFK GÖTEBORG:   |    |                        |
|                 |    |                        |
| P               | 1  | John Alvbåge 48’       |
| TD              | 2  | Emil Salomonsson 90+3’ |
| DC              | 30 | Mattias Bjärsmyr (c)   |
| DC              | 4  | Kjetil Wæhler          |
| TS              | 22 | Adam Johansson 69’     |
| CD              | 18 | Darijan Bojanić 71’    |
| CC              | 5  | Philip Haglund 64’     |
| CC              | 15 | Jakob Johansson        |
| CS              | 17 | Sam Larsson            |
| ATT             | 9  | Lasse Vibe             |
| ATT             | 11 | Robin Söder            |
| A disposizione: |    |                        |
| DIF             | 3  | Logi Valgarðsson       |
| P               | 12 | Marcus Sandberg        |
| DIF             | 14 | Hjálmar Jónsson        |
| ATT             | 19 | Hannes Stiller 90+3’   |
| CEN             | 21 | Pontus Farnerud 71’    |
| DIF             | 24 | Mikael Dyrestam        |
| CEN             | 27 | Joel Allansson         |
| Allenatore:     |    |                        |
| Mikael Stahre   |    |                        |